# Objetivo: El presidente
Objetivo: El presidente (título original: Suddenly) es una película canadiense-estadounidense de suspenso de 2013, dirigida por Uwe Boll, escrita por Raul Inglis, musicalizada por Stu Goldberg, en la fotografía estuvo Brendan Uegama y los protagonistas son Ray Liotta, Erin Karpluk y Dominic Purcell, entre otros. El filme fue realizado por Canadian Film or Video Production Tax Credit (CPTC), Nasser Entertainment Group, Odyssey Media y Province of British Columbia Film Incentive BC; se estrenó el 8 de agosto de 2013.

## Sinopsis
Trata acerca de cuatro homicidas que simulan ser agentes del servicio secreto, su objetivo: matar al presidente de Estados Unidos.